# Aizecourt-le-Haut
Aizecourt-le-Haut (picardisch: Aizcourt-Heut) ist eine kleine französische Gemeinde mit 67 Einwohnern (Stand 1. Januar 2022) im Département Somme in der Region Hauts-de-France im Norden von Frankreich. Die Gemeinde gehört zum Kanton Péronne und ist Teil der Communauté de communes de la Haute Somme.

## Geographie
Die Gemeinde liegt etwa sieben Kilometer nordöstlich von Péronne.

## Geschichte
Die Gemeinde wurde mit dem Croix de guerre 1914–1918 ausgezeichnet.

## Bevölkerungsentwicklung
| 1962 | 1968 | 1975 | 1982 | 1990 | 1999 | 2006 |
| ---- | ---- | ---- | ---- | ---- | ---- | ---- |
| 80   | 69   | 72   | 54   | 80   | 100  | 91   |

## Verwaltung
Bürgermeister (Maire) ist seit 2001 Jean-Marie Deleau.